# アル・アサード航空基地

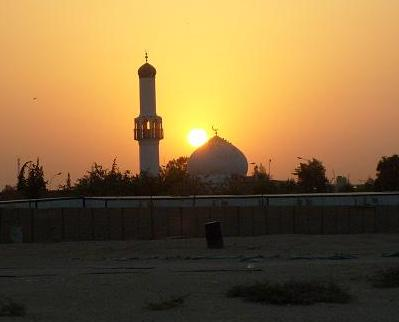
アル・アサード航空基地内に存在するモスク

アル・アサード航空基地（アル・アサードこうくうきち、英語: Al Asad Airbase）は、イラク西部のアンバール県に位置する同国最大規模の米海兵隊の航空基地。アスファルト舗装された4000mの滑走路が二本、3000mの舗装なしの滑走路が一本。現在は第二海兵隊航空団が駐留。クレーターの内部という地形を利用した自然要塞であることと、イラクの他の地域、基地と比較して物資の豊富さおよび至便性から「カップケーキ」と揶揄される。米軍が占拠する前のサッダーム・フセイン政権ではイラク空軍の基地兼オリンピック代表特別強化施設であった。基地の一部をイラク軍が使用している。

## 歴史
- 2018年12月26日 - ドナルド・トランプとメラニア・トランプ夫妻が基地を電撃訪問[3]。
- 2020年1月8日 - イランからイスラム革命防衛隊のソレイマニ司令官殺害に対する報復攻撃として複数の弾道ミサイルが着弾した[4][5]。

## 基地内の施設
米軍の軍事施設、酒保などの売店のほか、床屋、映画館、郵便局、雑貨屋、土産店など一通りのものは揃っている。米国郵便局以外にFedExが業務を展開。グリーンビーン（コーヒーショップ）、バーガーキング、ピザハット、ハーツなどのフランチャイズ店も見られる。基地内では民間人および米国人以外の人間も多く見られる。基地内の通貨は米国のドル。現金以外に厚紙でできた擬似貨幣（ポグ）が流通する。

## 住環境

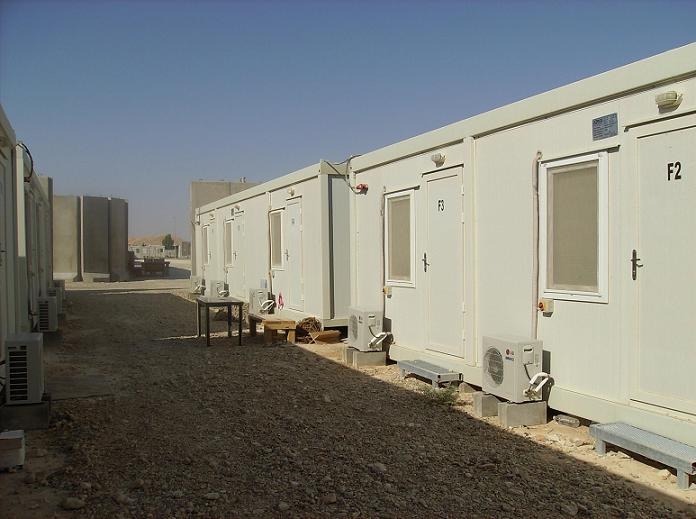
基地内に見られる米軍の仮設住宅

基地内の駐留米軍兵士および民間人のほとんどは仮設住宅、テント、あるいはSWA Hutと呼ばれる小屋で暮らしている。水道および下水道は設備されておらず、仮設浴場、仮設トイレなどが貯水タンク、排水タンクとともに基地のあちこちに設置されている。電力（220V）は比較的容易に入手可能だが停電は頻繁に起こる。電話、インターネットなどの通信も比較的容易に利用できるがこちらも意味不明の通信不能状態に頻繁に陥る。基地が巨大であるため基地内の交通手段としてバスが走っている。米軍の軍用車両のほか普通の軽自動車、軽トラックなども多く見られる。基地内で一番多く見られる車種は三菱のパジェロである。
ペットの保有は軍人、民間人ともに固く禁じられているがなぜか基地の売店には犬と猫の餌が置いてある。

## 自然環境
アル・アサード内の自然環境はイラクではかなり特異なものである。基地内にはエイブラハムのオアシスと呼ばれる小さな池があり、そのオアシスの周囲約50m四方には草木が茂る。また基地内には相当の数の椰子の木が見られるが、これはサッダーム・フセインが太平洋の島々を訪ねた際、そこでみた椰子の木をたいそう気に入り、大量に移殖させたものが現在でも残っている。ワジー猿と呼ばれる猿が基地内をうろうろしているが、これもサッダーム・フセイン（厳密にはその息子のウダイ）が連れてきたものである。

## ホワイトエレファント
基地内には他の米軍基地と同様、MWRが設置されており、インターネットや公衆電話、映画、ゲーム、図書館などが利用可能。有名人が慰問に訪れた際、残していった写真やサインがこのホワイトエレファントの壁のありとあらゆるところに張られている。

## KBR
2006年度から基地の一般事業はアメリカ軍から軍属企業のKBRに委託された。

## イランからの報復攻撃 (2020年)
アメリカ軍がイラン革命防衛隊司令官ソレイマーニーを殺害したことに対する報復攻撃として、2020年1月8日、アル・アサード航空基地はイランから飛来する多数の弾道ミサイルの攻撃にさらされることとなった。攻撃は同日未明午前1時35分から午前4時過ぎまで約3時間続き、基地内の10か所で火災が発生したものの、当日、基地内にいた米軍兵士1500人、イラク軍兵士数千人は事前に避難する等により無事。

## パレスチナ・イスラエル戦争の余波
2023年パレスチナ・イスラエル戦争が始まると、呼応して親イラン派の民兵組織がイラク国内の米軍関係施設を攻撃を開始。同年11月20日にはアル・アサード航空基地に対して短距離弾道ミサイルを打ち込んだことから、アメリカ軍はAC-130を出動させてミサイルを発射した付近の民兵組織の施設を破壊した。